# 2011 로드 FC 대회
2011 로드 FC 대회는 대한민국의 종합격투기단체  로드 FC의 2011년도 대회에 관하여 다루고 있다. 2011년은 로드 FC의 출범 2년째가 되는 해였다. 총 4개의 대회가 개최되었으며 로드 FC 002 대회로 시작해 로드 FC 005 대회로 끝이 났다.

## 이벤트 목록
| # | 대회명                          | 메인이벤트                | 날짜            | 경기장                    | 장소       |
| - | ------------------------------- | ------------------------- | --------------- | ------------------------- | ---------- |
| 4 | Road FC 005: Night of Champions | 오야마 순고 vs. 데니스 강 | 2011년 12월 3일 | 장충체육관                | 서울특별시 |
| 3 | Road FC 004: Young Guns         | 이은수 vs. 김재영         | 2011년 10월 3일 | 그랜드힐튼서울 컨벤션센터 | 서울특별시 |
| 2 | Road FC 003: Explosion          | 위승배 vs. 데니스 강      | 2011년 7월 24일 | 그랜드힐튼서울 컨벤션센터 | 서울특별시 |
| 1 | Road FC 002: Alive              | 데니스 강 vs. 이은수      | 2011년 4월 16일 | 그랜드힐튼서울 컨벤션센터 | 서울특별시 |

## Road FC 005: Night of Champions
로드 FC 005: 나이트 오브 챔피언스는 대한민국의 종합격투기 단체 로드 FC가 2011년 12월 3일 서울 장충체육관에서 개최한 대회이다.

### 배경
초대 로드 FC 미들급 챔피언을 결정하기 위한 토너먼트 8강전 두 개의 매치가 치러졌다. 이은수와 손혜석이 4강전에 이미 선착한 가운데, 오야마 슌고-데니스강, 김종대-이둘희가 각각 메인이벤트와 메인카드 첫 경기에서 남은 출전 자격을 얻기 위해 대결을 펼쳤다. 대한민국 라이트급의 최강 남의철과 남아프리카공화국 킥복싱 챔피언이자 K-1 맥스의 뷰실 콜로사의 코메인이벤트 경기도 높은 관심을 끌었다.

### 결과
| Main card       | Main card   | Main card | Main card     | Main card                    | Main card | Main card | Main card |
| 체급            |             |           |               | 방식                         | 라운드    | 시간      | 비고      |
| --------------- | ----------- | --------- | ------------- | ---------------------------- | --------- | --------- | --------- |
| 미들급          | 오야마 순고 | def.      | 데니스 강     | TKO (니킥 연타)              | 1         | 4:30      | [ a ]     |
| 라이트급        | 남의철      | def.      | 뷰실 콜로사   | 판정 (3-0)                   | 1         | 2:54      |           |
| 밴텀급          | 강경호      | def.      | 송민종        | 서브미션 (암바)              | 1         | 4:24      |           |
| 페더급          | 권배용      | def.      | 브라이언 최   | 판정 (3-0)                   | 3         | 5:00      |           |
| 라이트급        | 이재선      | def.      | 모리 아키히코 | 판정 (3-0)                   | 3         | 5:00      |           |
| 미들급          | 김종대      | def.      | 이둘희        | KO (레프트 훅)               | 1         | 0:18      | [ b ]     |
| Young Guns 001  |             |           |               |                              |           |           |           |
| 체급            |             |           |               | 방식                         | 라운드    | 시간      | 비고      |
| -82 kg 계약체중 | 차인호      | def.      | 윤철          | TKO (펀치 연타)              | 2         | 3:10      |           |
| 밴텀급          | 소재현      | def.      | 박경호        | 서브미션 (리어네이키드 초크) | 1         | 3:38      |           |
| -68 kg 계약체중 | 정영삼      | def.      | 딘 머레이     | 서브미션 (암바)              | 1         | 0:39      |           |
| 밴텀급          | 박광수      | def.      | 이재호        | TKO (펀치 연타)              | 1         | 1:04      |           |
| 미들급          | 김희승      | def.      | 앤드류 더거   | TKO (펀치 연타)              | 1         | 4:50      |           |
| 밴텀급          | 김민우      | def.      | 김호준        | 판정 (3-0)                   | 2         | 5:00      |           |

1. ↑  로드 FC 미들급 토너먼트 8강전
2. ↑  로드 FC 미들급 토너먼트 8강전

### 라운드 걸
- 이예빈, 박시현, 이아린, 김하율

## Road FC 004: Young Guns
로드 FC 004: 영건스는 대한민국의 종합격투기 단체 로드 FC가 2011년 10월 3일 서울 그랜드힐튼서울 컨벤션센터에서 개최한 대회이다.

### 배경
초대 로드 FC 미들급 챔피언을 결정하기 위한 위한 토너먼트 8강전 두 개의 매치(손혜석 vs. 박정교, 이은수 vs. 김재영)와  8강전 진출자 결정전 한 개의 매치(김종대 vs. 차인호)가 메인카드에서 펼쳐졌다. 이 중 이은수와 김재영의 대결은 메인이벤트로 선택되었다.

### 결과
| Main card        | Main card | Main card | Main card         | Main card                    | Main card | Main card | Main card |
| 체급             |           |           |                   | 방식                         | 라운드    | 시간      | 비고      |
| ---------------- | --------- | --------- | ----------------- | ---------------------------- | --------- | --------- | --------- |
| 미들급           | 이은수    | def.      | 김재영            | 판정 (3-0)                   | 3         | 5:00      | [ a ]     |
| -68 kg 계약체중  | 서두원    | def.      | 모토무라 야스히로 | TKO (펀치 연타)              | 1         | 2:54      |           |
| 라이트급         | 남의철    | def.      | 이와미야 도모요시 | 판정 (3-0)                   | 3         | 5:00      |           |
| 미들급           | 손혜석    | def.      | 박정교            | TKO (펀치 연타)              | 1         | 0:29      | [ b ]     |
| 미들급           | 김종대    | def.      | 차인호            | 판정 (3-0)                   | 3         | 5:00      | [ c ]     |
| Preliminary Card |           |           |                   |                              |           |           |           |
| 체급             |           |           |                   | 방식                         | 라운드    | 시간      | 비고      |
| -67 kg 계약체중  | 진태호    | def.      | 정영삼            | 서브미션 (리어네이키드 초크) | 1         | 3:10      |           |
| 라이트급         | 황교평    | def.      | 김대건            | 판정 (3-0)                   | 2         | 5:00      |           |
| 밴텀급           | 박경호    | def.      | 이재호            | TKO (펀치 연타)              | 2         | 1:18      |           |
| 라이트급         | 이형석    | def.      | 안준영            | 서브미션 (암바)              | 3         | 3:03      |           |

1. ↑  로드 FC 미들급 토너먼트 8강전
2. ↑  로드 FC 미들급 챔토너먼트 8강전
3. ↑  로드 FC 미들급 토너먼트 8강전 진출자 결정전

### 보너스 상
- 파이트 오브 더 나이트 : 서두원

### 라운드 걸
- 이예빈, 박시현

## Road FC 003: Explosion
로드 FC 003: 익스플로전은 대한민국의 종합격투기 단체 로드 FC가 2011년 7월 24일 서울 그랜드힐튼서울 컨벤션센터에서 개최한 대회이다.

### 배경
지난 대회에 이어 대한민국을 대표하는 톱 파이터들의 라이벌성 매치가 치러졌다. 메인이벤트로는 “불도저” 위승배와 “슈퍼코리안” 데니스 강의 대결이 선택되었으며, XTM의 격투 서바이벌 프로그램 주먹이 운다 시즌 1에서 두각을 나타낸 김종대 · 이한근 · 차인호가 출전, 프로 데뷔전을 치렀다.

### 결과
| Main card       | Main card | Main card | Main card     | Main card                    | Main card | Main card | Main card |
| 체급            |           |           |               | 방식                         | 라운드    | 시간      | 비고      |
| --------------- | --------- | --------- | ------------- | ---------------------------- | --------- | --------- | --------- |
| 라이트헤비급    | 위승배    | def.      | 데니스 강     | TKO (니킥)                   | 2         | 3:18      |           |
| 밴텀급          | 강경호    | def.      | 이길우        | TKO (코너 스톱)              | 1         | 0:52      |           |
| 라이트헤비급    | 김재영    | def.      | 이상수        | KO (펀치)                    | 3         | 2:15      |           |
| 밴텀급          | 김수철    | def.      | 나카무라 겐타 | 판정 (3-0)                   | 3         | 5:00      |           |
| 미들급          | 이한근    | def.      | 김종대        | KO (펀치)                    | 1         | 3:36      |           |
| 라이트급        | 김창현    | def.      | 유우성        | 서브미션 (리어네이키드 초크) | 3         | 2:40      |           |
| -80 kg 계약체중 | 김동현    | def.      | 차인호        | KO (펀치)                    | 1         | 3:35      |           |
| 미들급          | 안상일    | def.      | 박정교        | 실격 (박정교의 로 블로 반칙) | 2         | 1:17      |           |
| 밴텀급          | 송민종    | def.      | 소재현        | TKO (니킥 연타 & 펀치)       | 1         | 3:11      |           |
| 헤비급          | 손규석    | def.      | 서원호        | TKO (닥터 스톱)              | 2         | 5:00      |           |

### 보너스 상
- 파이트 오브 더 나이트 : 위승배
- 녹아웃 오브 더 나이트 : 이한근

### 라운드 걸
- 이예빈, 박시현

## Road FC 002: Alive
로드 FC 002: 얼라이브는 대한민국의 종합격투기 단체 로드 FC가 2011년 4월 16일 서울 그랜드힐튼서울 컨벤션센터에서 개최한 대회이다.

### 배경
국내외 MMA 강자들이 대거 출전, 라이벌성 대결을 펼친 본 대회에서는 스피릿 MC 초대 헤비급 챔피언을 지내며 프라이드 FC와 UFC에 진출했던 “슈퍼코리안” 데니스 강과 제 2대 스피릿 MC 헤비급 챔피언을 지낸 이은수의 대결이 메인이벤트로 선택되었다. 결과에 관계없이 주목받을 만한 권배용과 강경호의 페더급 매치도 진행되었다.

### 결과
| Main card    | Main card | Main card | Main card     | Main card                  | Main card | Main card | Main card |
| 체급         |           |           |               | 방식                       | 라운드    | 시간      | 비고      |
| ------------ | --------- | --------- | ------------- | -------------------------- | --------- | --------- | --------- |
| 라이트헤비급 | 데니스 강 | def.      | 이은수        | 판정 (3-0)                 | 3         | 5:00      |           |
| 페더급       | 서두원    | def.      | 니시노 사토시 | TKO (닥터 스톱)            | 1         | 0:53      |           |
| 라이트급     | 안도 코지 | def.      | 유우성        | 판정 (3-0)                 | 3         | 5:00      |           |
| 페더급       | 권배용    | def.      | 강경호        | 서브미션 (트라이앵글 암바) | 1         | 4:05      |           |
| 밴텀급       | 김수철    | def.      | 소재현        | 판정 (3-0)                 | 3         | 5:00      |           |
| 웰터급       | 차정환    | def.      | 박정교        | 판정 (3-0)                 | 3         | 5:00      |           |
| 밴텀급       | 사토 쇼코 | def.      | 길영복        | 판정 (3-0)                 | 3         | 5:00      |           |
| 라이트헤비급 | 김지훈    | def.      | 하마다 준페이 | 판정 (3-0)                 | 3         | 5:00      |           |
| 라이트급     | 김석모    | def.      | 김휘규        | 서브미션 (기무라)          | 1         | 2:36      |           |
| 밴텀급       | 송민종    | def.      | 문제훈        | 판정 (3-0)                 | 3         | 5:00      |           |

### 라운드 걸
- 이예빈, 박시현

## 같이 보기
- 로드 FC 챔피언 목록
- 로드 FC 대회 목록
- 현 로드 FC 선수 목록
- 로드 FC 어워즈